# Gertrude von Schwarzenfeld
Gertrude von Schwarzenfeld (bürgerlich Gertrude Cochrane de Alencar, geborene Schreitter von Schwarzenfeld, ab 1918 Schreitter-Schwarzenfeld; * 21. Juni 1906 in Prag; † 30. März 2000 in Dieburg) war eine deutsche Schriftstellerin, Illustratorin, Journalistin und Malerin. Als Autorin veröffentlichte sie unter dem Pseudonym Gertrude von Schwarzenfeld, als Malerin trat sie unter dem Namen Gertrude de Alencar in Erscheinung.

## Leben und Wirken
Gertrude Schreitter von Schwarzenfeld wurde als Tochter von Louise Schram (1886–1945) und des Juristen Karl Schreitter von Schwarzenfeld (1880–1968) geboren. Ihr Großvater war der böhmische Großindustrielle Adolf Schram. Ihre  Ausbildung erhielt sie an einem Prager Mädchen-Realgymnasium. Sie belegte ohne Abschluss einige Semester Philosophie und Germanistik an der Deutschen Universität Prag. Danach beschäftigte sie sich mit der Malerei und besuchte von 1929 bis 1931 die Wiener Frauenakademie. Bis 1933 lebte Gertrude Schreitter-Schwarzenfeld wieder in Prag und arbeitete am Neuen Deutschen Theater als Bühnenbildnerin. Des Weiteren schrieb sie in dieser Zeit für das Prager Tagblatt.
In Prag lernte sie den zweiten brasilianischen Gesandtschaftssekretär José Cochrane de Alencar kennen. Vor seiner Versetzung nach Kolumbien heiratete sie ihn im April 1933. Bis 1936 lebte sie in Bogotá, danach in Wien, von 1937 bis 1941 in London und anschließend bis 1946 in Portugal. Neben ihren Aufgaben als Diplomatengattin betätigte sie sich fortan schriftstellerisch, wobei sie ihre Bücher, die Reisen und Auslandsaufenthalte im Inhalt hatten, auch selbst illustrierte. Zwischen 1955 und 1958 lebte Gertrude Cochrane de Alencar in Paris und arbeitete als Korrespondentin für Die Zeit. 1959 übersiedelte sie in die Bundesrepublik und ließ sich in Dieburg nieder. Die Ehe mit José Cochrane de Alencar wurde 1964 geschieden. Gertrude Cochrane de Alencar verstarb 95-jährig im Jahre 2000.

## Publikationen (Auswahl)
- Fernes Land: Bilder aus Columbien, André, Prag 1938
- Karl V., Ahnherr Europas, Marion von Schröder, Hamburg 1954
- Das neue Paris: Es begann mit Dada, Marion von Schröder, Hamburg 1958
- Rudolf II: Der saturnische Kaiser, Callwey, München 1961
- Ich wohne in der Rue Madame, List, München 1962
- Südfranzösische Reise, Marion von Schröder, Hamburg 1963
- Cornwall, König Arthurs Land, Langen-Müller, München-Wien, 1977

## Ausstellungen (Auswahl)
- Gertrude de Alencar: Messerscharf und detailverliebt. Werke der Neuen Sachlichkeit, Kunstforum Ostdeutsche Galerie, Regensburg, 2015/16